# Старая церковь Святого Николая (Яворани)
Старая церковь Святого Николая, Деревянная церковь Святого Николая, Деревянная церковь в Яворани (серб. Стари храм светог Николе, Црква брвнара Светог Николе, Црква брвнара у Јаворанима) — храм Сербской православной церкви, расположенный в населённом пункте Яворанив общине Кнежево Республики Сербской (Босния и Герцеговина). Построен в 1756 году и освящён в честь Святителя Николая Чудотворца.

## История
Деревянная церковь в Яворани была построена в 1756 году. Надпись с датой, присутствующая на иконе Святителя Николая Чудотворца, является первым упоминанием о храме. Поскольку сербы в те времена находились под османского владычеством и подвергались преследованиям, церковь несколько раз приходилось разбирать и собирать заново на другом месте. Благодаря этому возникла легенда, что церковь сама собой переносилась с холма на холм.
В церкви хранится служебник, в котором присутствуют упоминания исторических событий в округе. В частности, упомянута расправа над монахом Неофитом из монастыря Гомионица, который был повешен османскими властями по ложному доносу в начале XIX века.
С 2003 по 2004 годы здание подвергалось реконструкции. Работы проходили под эгидой Министерства образования и культуры Республики Сербской. В 2005 году церковь была повторно освящена.

## Архитектура и внутреннее убранство
Постройка относится к архаичному типу с прямоугольным основанием без апсидной пристройки для алтаря. Стены храма сложены из дубовых брёвен. Пол выложен каменными плитами. Над притвором, прямо под крышей располагаются хоры.
Длина здания составляет 9,46 м, ширина — 4,92 м, высота — 5,5 м.
На нескольких находящихся внутри иконах содержатся пометки, что они предназначены для церкви в Яворани и датируются 1757 и 1758 годами. На одном из образов Николая Чудотворца указано, что икона привезена иеромонахом Никодимом Гомионичанином из Костайницы в 1787 году.